# Attentato di Fiumicino del 1985
L'attentato di Fiumicino del 1985 fu un attacco terroristico perpetrato il 27 dicembre 1985 dal gruppo estremista palestinese capeggiato da Abu Nidal, che assaltò l'aeroporto di Roma-Fiumicino, causando la morte di 13 persone, e di 3 terroristi.
Quasi contemporaneamente venne colpito anche l'aeroporto di Vienna, dove si contarono 3 morti tra i civili ed 1 tra i terroristi; i due attacchi ebbero luogo a distanza di pochi minuti l'uno dall'altro, intorno alle 8:15. 
I due attacchi terroristici causarono complessivamente la morte di 20 persone.

## Storia

### L'attacco all'aeroporto di Fiumicino
L'azione terroristica fu condotta da quattro uomini armati di bombe a mano e fucili d'assalto Kalashnikov  che, dopo aver gettato le bombe a mano, aprirono il fuoco con raffiche di mitra sulle persone in coda per il check-in dei bagagli presso gli sportelli della compagnia aerea nazionale israeliana El Al e dell'americana TWA, o al bar, scegliendo le loro vittime in modo indiscriminato. 
Nell'attacco all'aeroporto rimasero uccise 16 persone, tra le quali il diplomatico statunitense Wes Wessels e il generale Donato Miranda Acosta, addetto militare del Messico in Italia, tre terroristi, oltre a causare il ferimento di altre 80 persone. 
I terroristi che parteciparono alla strage di Fiumicino furono quattro: tre di essi furono uccisi dagli agenti di sicurezza israeliani che lavoravano presso il terminal per conto della El Al e uno, il diciottenne capo del commando Khaled Ibrahim Mahmoud, fu catturato dalla Polizia italiana, e quindi condannato a 30 anni di carcere.
Preparazione
Secondo quando riportato da un ufficiale della polizia, i documenti trovati in possesso dei terroristi, tra i quali passaporti marocchini, avrebbero dimostrato come questi fossero arrivati agli inizi di dicembre a Roma, dove avrebbero alloggiato in hotel. 
Si scoprì inoltre, grazie alla confessione di Khaled Ibrahim Mahmoud, che le armi utilizzate per l'attacco erano state nascoste e sepolte a Villa Glori.
Rivendicazioni
L'attentato fu rivendicato da tre diverse organizzazioni:
- dall'organizzazione terroristica di Abu Nidal, ad un'agenzia spagnola;
- dal gruppo terroristico Cellule della guerriglia araba, ad un'agenzia libanese;
- dall'OLP, all'agenzia ANSA di Milano, nonostante nell'immediatezza dell'attentato rappresentati dell'OLP a Tunisi lo avvessero condannato.[8]

Le responsabilità
La regia del duplice attentato è stata attribuita al capo politico estremista e terrorista palestinese Abu Nidal, che nel 1988 fu condannato all'ergastolo come mandante della strage.
Secondo quanto riferisce l'ammiraglio Fulvio Martini, all'epoca dei fatti direttore del SISMI, i servizi italiani erano stati avvertiti fin dal 10 dicembre della possibilità di un attentato e poi, grazie alle informazioni ricevute dai servizi di un paese arabo amico, il 19 dicembre erano riusciti a restringere il periodo temporale in cui sarebbe avvenuto tra il 25 e il 31 dicembre e a individuare il bersaglio nell'aeroporto di Fiumicino.
Secondo le ricostruzione dei fatti, sia le forze di polizia italiane sia i servizi alleati furono avvertiti. Gli stessi israeliani, dopo questo avvertimento, fecero appostare diversi tiratori scelti in difesa della postazione della compagnia El Al. Furono poi questi tiratori tra i primi ad aprire il fuoco sugli attentatori. Se si riuscì ad evitare un numero maggiore di vittime, però non si riuscì a prevenire l'attentato, e per questo 4 persone responsabili per la sicurezza in aeroporto, finirono sotto processo con l'accusa di strage colposa, da cui vennero assolte perché «il fatto non costituisce reato».
Le vittime
- Donato Miranda Acosta, cittadino messicano di 53 anni;[15]
- Demetrio Arghiropulos, cittadino greco di 73 anni;[15]
- John Buonocore, cittadino statunitense di 20 anni;[15][A 4]
- Frederick Cage, cittadino statunitense di 31, morto in ospedale;[A 5]
- Genoveva Jaime Cisneros, cittadina messicana di 25 anni;[15]
- Francesco Della Scala, cittadino italiano di 57 anni;[15][A 6]
- Mustaph Diedda, cittadino algerino di 21 anni;[15]
- Paternia Fotiadi, cittadino greco di 24 anni;[15]
- Don Malend, cittadino statunitense di 31, morto in ospedale;[A 7]
- Adam Meletios, cittadino greco di 58 anni;[15]
- Natascia Sophie Simpson, cittadina statunitense (la più giovane delle vittime) di 12 anni;[15][A 8]
- agente della sicurezza israeliano;[8]
- attaché militare messicano di servizio a Roma;[8]

### L'attacco all'aeroporto di Vienna
L'attacco all'aeroporto di Vienna, svoltosi con modalità simili a quello di Roma, causò tre vittime, un israeliano e due austriaci, tra i passeggeri, oltre a 44 feriti. 
L'attacco coinvolse tre terroristi, poi fuggiti su un'automobile rubata: uno di loro, Mongi Ben Aballah Saadaoui, venne ucciso durante l'inseguimento, gli altri due, Abdelaziz Merzaughi e Mongi Ben Ahmed Shaaouali, furono catturati alla fine dell'inseguimento.

### Conseguenze
Il duplice attacco ebbe forti ripercussioni sull'opinione pubblica europea rispetto alle rivendicazioni dei palestinesi, fino ad allora rappresentate soprattutto dall'OLP di Yasser Arafat, che ne risultarono complessivamente indebolite, almeno in Europa.
Secondo indagini successive, suffragate dalla confessione di Khaled Ibrahim Mahmoud, i terroristi guidati da Abu Nidal avrebbero goduto dell'appoggio logistico del governo siriano, all'epoca presieduto da Hafiz al-Asad, mentre non si ebbe certezza del coinvolgimento del governo libico, guidato da Gheddafi.

### Annotazioni
1. ↑  9 persone morirono in aeroporto, mentre altre quattro morirono in ospedale a causa delle ferite riportate in aeroporto.[1]
2. ↑  Fu riportato che i tre terroristi furono finiti dagli agenti speciali israeliani con un colpo alla testa.[5]
3. ↑  Khaled Ibrahim Mahmoud fu condannato a 30 di carcere, scontati nel carcere romano di Rebibbia; morì nel febbraio del 2021 a 58 anni a Roma per infarto.[7]
4. ↑  John Buonocore era uno studente di Wilmington in Delaware[8]
5. ↑  Frederick Cage di Madison in Wisconsin, morì in ospedale in seguito alle ferite riportate durante l'attacco in aeroporto.[8]
6. ↑  Nel 1987 Della Scala fu insignito della medaglia d'argento al valor civile per aver protetto con il proprio corpo il figlio durante l'attacco terroristico, venendo così ucciso.[16]
7. ↑  Don Malend di Newport in Florida, morì in ospedale in seguito alle ferite riportate durante l'attacco in aeroporto.[8]
8. ↑  Natascia Sophie Simpson era la figlia di un giornalista dell'Associated Press impiegato a Roma[8]

### Riferimenti
1. 1 2 3   Documento interno della IX legislatura - Camera dei Deputati - Relazione sull'attività delle forse di polizia e sullo stato dell'ordine e della sicurezza pubblica per l'anno 1985 (PDF), su legislature.camera.it. URL consultato il 15 dicembre 2024..
2. 1 2 3   Strage di Fiumicino, il terrore 30 anni prima di Parigi, su ansa.it. URL consultato il 15 novembre 2024.
3. 1 2   Telegiornale: Roma, attentato a Fiumicino, TG3 (Network Rai), 27 dicembre 1985. URL consultato il 2 febbraio 2014 (archiviato il 24 settembre 2015).
4. ↑  (DE) Als der Terror nach Wien-Schwechat kam, su diepresse.com. URL consultato il 17 novembre 2024.
5. ↑   Strage di Fiumicino, parla il fotografo che visse quei momenti in diretta, su ansa.it. URL consultato il 16 novembre 2024.
6. ↑   Nel 1985 uccise 13 persone nella strage all’aeroporto di Fiumicino. Adesso esce di cella e fa il giardiniere, su Focus on Israel. URL consultato il 2 febbraio 2014 (archiviato il 13 agosto 2018).
7. 1 2   Strage Fiumicino 1985, muore a Roma il terrorista (pentito) Mahmoud. E ai funerali ci va Salvatore Buzzi, su corriere.it. URL consultato il 15 novembre 2024.
8. 1 2 3 4 5 6 7 8  (EN) Airport terrorists kill 13 and wound 113 at Iraeli counters in Rome and Vienna, su nytimes.com. URL consultato il 16 novembre 2024.
9. 1 2  (EN) Italians See Links to Syria in 1985 Airport Attack, su nytimes.com. URL consultato il 17 novembre 2024 (archiviato dall'url originale il 13 novembre 2017).
10. ↑   Attentato all’aeroporto di Fiumicino, quando il terrorismo palestinese colpì l’Italia, su progettodreyfus.com. URL consultato il 16 novembre 2024.
11. ↑   Abu Nidal, chi era il terrorista mandante dell'attentato di Fiumicino del 1985, su tg24.sky.it. URL consultato il 15 novembre 2024.
12. ↑   Strage di Fiumicino (RM) - 1985, su memoria.cultura.gov.it. URL consultato il 15 novembre 2024.
13. ↑  Martini.
14. ↑  Accorsi-Ferro
15. 1 2 3 4 5 6 7 8 9   Nome per nome le tredici vittime e i settantasette ricoverati, su ricerca.repubblica.it.
16. ↑   Gazzetta ufficiale del 5 gennaio 1988, su gazzettaufficiale.it. URL consultato il 15 novembre 2024.
17. ↑  (DE)  Zeit im Bild (News): Terroranschlag auf den Flughafen Wien-Schwechat 1985, ORF Austrian Broadcasting Corporation, 27 dicembre 1985. URL consultato il 2 febbraio 2014 (archiviato il 5 febbraio 2015).
18. 1 2   Gli attacchi agli aeroporti di Roma e Vienna, 30 anni fa, su ilpost.it. URL consultato il 16 novembre 2024.